# 皇覽
《皇覽》是中國三國魏文帝時刘劭、王象、桓範、韋誕、繆襲等奉敕所撰的一部类书，共四十餘部、上千卷，約八百餘萬字。供皇帝閱讀，故稱為“皇覽”。
《皇覽》原書唐朝已失傳，只有南朝何承天和徐爰的合抄本以及萧琛的《皇览抄》流传到唐末。清人孫馮翼輯出佚文一卷，僅存〈冢墓記〉等八十餘條，不及四千字，收入《問經堂叢書》。
《皇覽》是中國類書的始祖，宋代王應麟《玉海》說：「類事之書，始於《皇覽》。」《皇覽》以後，歷代相繼仿效，依據皇家藏書纂修巨型類書。體例對後世的《四部要略》、《藝文類聚》、《永樂大典》等類書的形成和發展影響很大。